# 黑冠穗鹛
黑冠穗鹛（学名：Sterrhoptilus nigrocapitatus），是画眉科冠穗鶥屬的一种，为菲律宾的特有种。该物种的保护状况被评为无危。
黑冠穗鹛的平均体重约为14.1克。栖息地为亚热带或热带的湿润低地林。